# Montrouveau
Montrouveau település Franciaországban, Loir-et-Cher megyében. Lakosainak száma 141 fő (2022. január 1.). Montrouveau Chemillé-sur-Dême, Les Hermites, Artins, Les Essarts, Les Hayes, Ternay, Villedieu-le-Château és Vallée-de-Ronsard községekkel határos.

## Népesség
A település népességének változása:
| Lakosok száma | 217  | 139  | 113  | 126  | 143  | 150  | 154  | 153  | 149  | 141  |
|               | 1968 | 1982 | 1990 | 2006 | 2013 | 2015 | 2017 | 2019 | 2020 | 2022 |